# Nowiny (powiat olecki)
Nowiny (niem. Neusaß) – osada w Polsce położona w województwie warmińsko-mazurskim, w powiecie oleckim, w gminie Świętajno.
W latach 1975–1998 miejscowość administracyjnie należała do województwa suwalskiego.